# 馮雲起
馮雲起（？—？），字君含，南直隸蘇州府長洲縣民籍，崑山縣人，明朝政治人物。

## 生平
天啟四年（1624年）甲子科應天鄉試第四十九名舉人，五年（1625年）乙丑科三甲第四十一名進士。授鄞縣知縣，升湖廣按察司僉事、分巡下荊南，升湖廣按察司副使。

## 家族
夫人為蘇州洞涇吳氏吳元宣（申時行岳父）曾孫女、萬曆三十七年（1609年）己酉科應天鄉試舉人吳士俊（字籲卿，號泰源，1572-1619）長女。孫女馮氏嫁蔣燦孫蔣銘（字新又，1635-1669，著有《古文匯鈔》十卷等書，為毛宗崗友人）。